# Estados Unidos en los Juegos Olímpicos de Sapporo 1972
Estados Unidos estuvo representado en los Juegos Olímpicos de Sapporo 1972 por un total de 103 deportistas, 77 hombres y 26 mujeres, que compitieron en 10 deportes.
La portadora de la bandera en la ceremonia de apertura fue la patinadora de velocidad Dianne Holum.

## Medallistas
El equipo olímpico estadounidense obtuvo las siguientes medallas:
| Nombre          | Deporte               | Competición  |
| --------------- | --------------------- | ------------ |
| Oro             |                       |              |
| Barbara Cochran | Esquí alpino          | Eslalon F    |
| Anne Henning    | Patinaje de velocidad | 500 m F      |
| Dianne Holum    | Patinaje de velocidad | 1500 m F     |
| Plata           |                       |              |
| Equipo          | Hockey sobre hielo    | Torneo M     |
| Dianne Holum    | Patinaje de velocidad | 3000 m F     |
| Bronce          |                       |              |
| Susan Corrock   | Esquí alpino          | Descenso F   |
| Janet Lynn      | Patinaje artístico    | Individual F |
| Anne Henning    | Patinaje de velocidad | 1000 m F     |